# Hippasa afghana
Hippasa afghana là một loài nhện trong họ Lycosidae.
Loài này thuộc chi Hippasa. Hippasa afghana được Carl Friedrich Roewer miêu tả năm 1960.